# Nabil Emad
Nabil Emad (en árabe: نبيل عماد‎; 6 de abril de 1996) es un futbolista egipcio que juega en la demarcación de centrocampista para el Zamalek S. C. de la Premier League de Egipto.

## Selección nacional
Hizo su debut con la selección de fútbol de Egipto el 23 de marzo de 2019 en un partido de clasificación para la Copa Africana de Naciones de 2019 contra Níger que finalizó con un resultado de empate a uno tras el gol de Amadou Moutari para Níger, y de Trézéguet para Egipto. Además disputó la Copa Africana de Naciones 2019.

### Participaciones en la Copa Africana de Naciones
| Copa Africana de Naciones      | Sede   | Resultado        | Partidos | Goles |
| ------------------------------ | ------ | ---------------- | -------- | ----- |
| Copa Africana de Naciones 2019 | Egipto | Octavos de final | 2        | 0     |

## Clubes
| Club           | País   | Año       | Partidos | Goles |
| -------------- | ------ | --------- | -------- | ----- |
| Pyramids F. C. | Egipto | 2016-2022 | 162      | 5     |
| Zamalek S. C.  | Egipto | 2022-     | 86       | 4     |